# Xã Allegheny, Quận Butler, Pennsylvania
Xã Allegheny (tiếng Anh: Allegheny Township) là một xã thuộc quận Butler, tiểu bang Pennsylvania, Hoa Kỳ. Năm 2010, dân số của xã này là 641 người.